# رودريغو ميلو
رودريغو ميلو هو لاعب كرة قدم برازيلي في مركز الدفاع، ولد في 30 يونيو 1982 في البرازيل. لعب مع نادي بانغو أتلتيكو.

## وصلات خارجية
- رودريغو ميلو على موقع Soccerway.com (الإنجليزية)